# Золота шахта Бузвагі
Золотий рудник Бузвагі — копальня в Шіньянга в Танзанії, розташований в 6 км до південно — сході від міста Кахама. Управляється Acacia Mining.
Це одна з трьох золотих шахт Acacia Mining, що діє в Танзанії, два інших — Bulyanhulu і Gold Mara Gold Mine. У 2014 фінансовому році компанія випустила загальну суму в 719 тис. унцій золота.

## Історія
Видобуток золота в Танзанії в наш час сходить до німецької колоніального періоду, починаючи з золотих родовищ в районі озера Вікторія в 1894. Перший золотий рудник в тодішньому Танганьїка, то Mine Sekenke, почав свою роботу в 1909 році, а видобуток золота в Танзанії випробували бум між 1930 і Другою світовою війною. До 1967 року видобуток золота в країні знизився до незначного значення, але відродився в середині 1970-х років, коли ціна на золото знову зросла. Наприкінці 1990-х років іноземні гірничодобувні компанії почали інвестувати в розвідку і розробку родовищ золота в Танзанії, що призвело до відкриття ряду нових шахт.
Barrick придбала Buzwagi, поряд з Tulawaka, як частина його придбання Пангеї Голдфілдз Inc. 2000 року Шахта, другий по величині добувним і найбільшим кар'єр в Танзанії, був відкритий в 2009 році шахта була для будівництва Buzwagi коштував приблизно 400 мільйонів доларів і працював більше 3000 співробітників. Він складається з відкритого розрізу, рудних потужностей по переробці, сховища відходів породи, в хвостосховище, а також управління водних ресурсів та інших допоміжних об'єктів. У 2009 році в Бузвагі працювало близько 1500 співробітників. Станом на 2014 р. він має очікуваний термін експлуатації на 5 років.
У 2010 році 60 працівників були призупинені, після того, як Баррік виявив широке розкрадання палива співробітниками шахти.